# Piste Oreiller-Killy
La piste Oreiller-Killy (appelée également Piste O.-K.) est une piste rouge de ski alpin, située sur le domaine skiable de Val d’Isère, utilisée en Coupe du monde de ski alpin depuis 1966. 

## Histoire
La piste est créée en 1966, au-dessus du hameau de La Daille. La première épreuve se déroule au mois de décembre. Elle porte le nom des deux champions olympiques Henri Oreiller et Jean-Claude Killy, habitués de la station de Val d'Isère. Le Critérium de la première neige s'y déroule jusqu'à ce qu'elle soit utilisée en alternance avec la piste de la Face de Bellevarde. La O-K part du rocher de Bellevarde et « tourne autour » pour déboucher sur le village de La Daille, situé à environ 1 km du centre de Val d'Isère. 
La piste est naturellement pressentie pour l'organisation des épreuves de compétitions masculines de ski alpin des Jeux olympiques d'hiver d’Albertville en 1992. Elle est pourtant supplantée par la Face de Bellevarde, voulue par Jean-Claude Killy et créé par le champion olympique Bernhard Russi,. En coupe du monde, chaque année, la O-K reste utilisée pour les épreuves de vitesse féminines.

## Caractéristiques
Louis Erny et Jean-Claude Killy ont imaginé le nouveau tracé de la piste.

## Compétitions
La première compétition se déroule en décembre 1966 et elle est remportée par le skieur Léo Lacroix.